# Пођо Кавалијере (Витербо)
Пођо Кавалијере је насеље у Италији у округу Витербо, региону Лацио.
Према процени из 2011. у насељу је живело 218 становника. Насеље се налази на надморској висини од 577 м.